# Контрада Рамијера (Авелино)
Контрада Рамијера је насеље у Италији у округу Авелино, региону Кампанија.
Према процени из 2011. у насељу је живело 104 становника. Насеље се налази на надморској висини од 350 м.